# Congreso Nacional Africano
El Congreso Nacional Africano (CNA; en inglés: African National Congress, ANC) es un partido político de Sudáfrica, que ha gobernado el país desde el establecimiento de la democracia en mayo de 1994, cuando asumió como presidente Nelson Mandela, y ha ganado todas las elecciones desde entonces. Cyril Ramaphosa, actual presidente del país, se ha desempeñado como líder del ANC desde el 18 de diciembre de 2017.
Fundado el 8 de enero de 1912 por John Langalibalele Dube en Bloemfontein como el Congreso Nacional Nativo de Sudáfrica (South African Native National Congress), su misión principal era otorgar derechos de voto a los africanos negros y mestizos. En 1923 adquirió su actual nombre. Desde la década de 1940 su principal lucha fue el fin del apartheid. En 1952 pasó de tener 7000 afiliados a más de 100 000. El ANC originalmente intentó usar protestas no violentas para terminar con el apartheid, sin embargo, la masacre de Sharpeville, que resultó en la muerte de 69 africanos negros, contribuyó al deterioro de las relaciones del partido con el gobierno sudafricano. El 8 de abril de 1960, la administración de Charles Robberts Swart, prohibió el ANC y obligó al partido a abandonar Sudáfrica. Después de la prohibición, el ANC formó el Umkhonto we Sizwe («Lanza de la Nación») para luchar contra el apartheid utilizando la guerra de guerrillas y el sabotaje. 
El 3 de febrero de 1990, el presidente estatal Frederik de Klerk levantó la prohibición del CNA, y el 11 de febrero de 1990 liberó a Nelson Mandela. El 17 de marzo de 1992, el referéndum fue aprobado por los votantes que eliminaron el apartheid y permitieron que el ANC participara en las elecciones de 1994, donde Mandela resultó elegido presidente. Desde las elecciones de 1994, el ANC ha tenido un mejor desempeño que el 60% en todas las elecciones generales, incluidas las elecciones más recientes de 2024. En esta última elección el ANC perdió su mayoría en el Parlamento por primera vez en la historia democrática de Sudáfrica. Sin embargo, sigue siendo el partido más grande, con menos del 41% de los votos. El partido también perdió su mayoría en Kwa-Zulu Natal, Gauteng y Cabo Norte. A pesar de estos reveses, el ANC mantuvo el poder a nivel nacional a través de una gran coalición conocida como el Gobierno de Unidad Nacional, que incluye partidos que juntos tienen el 72% de los escaños en el Parlamento.

## Historia

### Primeros años
La fundación de la SANNC fue en respuesta directa a la injusticia contra los sudafricanos negros a manos del gobierno que entonces estaba en el poder. Se puede decir que el SANNC tuvo su origen en un pronunciamiento de Pixley ka Isaka Seme que dijo en 1911, "Olvídese de todas las diferencias pasadas entre los africanos y únase en una organización nacional". El SANNC se fundó el año siguiente el 8 de enero de 1912.
El gobierno de la recién formada Unión de Sudáfrica comenzó una opresión sistemática contra los negros en Sudáfrica. La Ley de Tierras se promulgó en 1913 obligando a muchos sudafricanos negros de sus granjas a ir a las ciudades y pueblos a trabajar, y restringir su movimiento dentro de Sudáfrica.
En 1919, el SANNC lideraba una campaña contra los pases (una identificación que los sudafricanos negros debían poseer). Sin embargo, luego se volvió inactivo a mediados de la década de 1920. Durante ese tiempo, la gente negra también estuvo representada por la UCI y el partido comunista anteriormente solo blanco. En 1923, la organización se convirtió en el Congreso Nacional Africano, y en 1929 el ANC apoyó una huelga de mineros militantes.
En 1927, JT Gumede (presidente del ANC) propuso la cooperación con los comunistas en un intento por revitalizar la organización, pero fue expulsado del poder en la década de 1930. Esto llevó al ANC a ser ineficaz e inactivo, hasta mediados de la década de 1940 cuando el ANC fue remodelado como un movimiento de masas.
El ANC respondió a los ataques a los derechos de los sudafricanos negros, además de convocar huelgas, boicots y desafíos. Esto condujo a una Campaña de Desafío posterior en la década de 1950, un movimiento masivo de resistencia al apartheid. El gobierno intentó detener al ANC prohibiendo a los líderes del partido y promulgando nuevas leyes para detener el ANC, sin embargo, estas medidas resultaron finalmente ineficaces.
En 1955, el Congreso del Pueblo adoptó oficialmente la Carta de la Libertad, exponiendo los principios básicos de África del Sur Alianza del Congreso , que consistía en el Congreso Nacional Africano y sus aliados del Partido Comunista Sudafricano (SACP), el Congreso Indio de Sudáfrica, el Congreso de Demócratas de Sudáfrica (COD) y el Congreso Popular de Color. El gobierno afirmó que se trataba de un documento comunista y, en consecuencia, los líderes del Congreso Nacional Africano y del Congreso fueron arrestados. En marzo de 1960, tras la masacre de Sharpeville perpetrada por la policía contra los manifestantes antisegregación que costó la vida a 69 personas, el régimen del apartheid prohibió el ANC.

### uMkhonto we Sizwe
uMkhonto we Sizwe o MK, traducido como "La Lanza de la Nación", era el ala militar del ANC. En parte en respuesta a la masacre de Sharpeville de 1960, los miembros individuales del ANC con el Partido Comunista de Sudáfrica fundaron el MK en 1961 para la lucha militar contra el apartheid con actos de sabotaje dirigidos a las instalaciones del Estado, y en las primeras etapas era reacio a atacar objetivos civiles. MK fue responsable de la muerte de civiles y miembros del ejército.

### Alianza tripartita
En nombre de la lucha contra el apartheid, Mandela preconizó la alianza entre la ANC y el Partido Comunista Sudafricano. Según él, «el ANC no es un Partido Comunista sino un amplio movimiento de liberación que entre sus miembros incluye a comunistas y a otros que no lo son. Cualquier persona que sea miembro leal del ANC, y que acepte la disciplina y los principios de la organización, tiene el derecho de pertenecer a sus filas. Nuestra relación con el Partido Comunista sudafricano como organización se basa en el respeto mutuo. Nos unimos con el Partido Comunista en torno a aquellos objetivos que nos son comunes, pero respetamos la independencia de cada uno y su identidad individual».
Se puede describir al CNA como la rama parlamentaria de una alianza tripartita entre el mismo Congreso Nacional Africano, el Congreso de Sindicatos de Sudáfrica (COSATU) y el Partido Comunista Sudafricano (SACP).
Está en el gobierno desde 1994, cuando ganó las primeras elecciones democráticas. Perdió algo de apoyo en las elecciones de 1999, que volvió a recuperar en las de 2004. 

### Actualidad
En 2001, el ANC lanzó un boletín semanal en línea, basado en la web, llamado ANC Today - Voz en línea del Congreso Nacional Africano - para contrarrestar el presunto prejuicio de la prensa. Consiste principalmente en actualizaciones sobre programas actuales e iniciativas del ANC.
En 2008 sufre una escisión que forma el Congreso del Pueblo (COPE). Este partido está encabezado por Mosiuoa Lekota, Mbhazima Shilowa y Mluleki George, y participó en las elecciones generales de 2009. El COPE fue anunciado el 1 de noviembre de 2008 en la convención de Sandton. El nombre hace eco del Congreso del Pueblo de 1955, durante el cual se adoptó la Carta de Libertad del ANC y otros partidos opositores al apartheid.
El 20 de diciembre de 2013, un congreso especial de la Unión Nacional de Trabajadores Metalúrgicos de Sudáfrica (NUMSA), el sindicato más grande del país con 338,000 miembros, votó a favor de retirar el apoyo del ANC y el SACP, y formar un partido socialista para proteger los intereses de la clase trabajadora. El secretario general de NUMSA, Irvin Jim, condenó el apoyo de ANC y SACP para las grandes empresas y afirmó: "Está claro que la clase trabajadora ya no puede ver al ANC o al SACP como aliados de su clase en ningún sentido significativo".

## Ideología
El ANC se consideraba una fuerza de liberación nacional en la era posterior al apartheid; oficialmente define su agenda como la Revolución Democrática Nacional. El ANC es miembro de la Internacional Socialista. También establece la corrección de las diferencias socioeconómicas derivadas de las políticas de la época colonial y del apartheid como un foco central de la política de ANC.
La Revolución Democrática Nacional (NDR) se describe como un proceso a través del cual se logra la Sociedad Democrática Nacional (NDS); una sociedad en la que las personas están empoderadas intelectual, social, económica y políticamente. Los impulsores de la NDR también se denominan fuerzas motrices y se definen como los elementos dentro de la sociedad que se benefician del éxito de la NDR. Si se utilizan diagramas de contorno o círculos concéntricos, el centro representa los elementos de la sociedad que obtienen el máximo provecho del éxito de la NDR. Alejarse del centro da como resultado la reducción de las ganancias que obtienen esos elementos. En general, se cree que la fuerza que ocupa el centro de esos círculos concéntricos en países con bajo desempleo es la clase trabajadora, mientras que en los países con mayores niveles de desempleo son los desempleados. Algunos de los muchos teóricos que han escrito sobre la NDR son Joe Slovo, Joel Netshitenzhe y Tshilidzi Marwala.
En 2004, el ANC se declaró un partido socialdemócrata.
La 53.° Conferencia Nacional del ANC, celebrada en 2015, declaró en su Documento de debate que «la trayectoria de desarrollo económico de China sigue siendo un ejemplo destacado del triunfo de la humanidad sobre la adversidad. El papel ejemplar de la dirección colectiva del Partido Comunista de China en este sentido, debería ser una estrella de guía de nuestra propia lucha». Continuó afirmando que «el colapso del Muro de Berlín y del socialismo en la Unión Soviética y los estados de Europa del Este influyeron en nuestra transición hacia el arreglo político negociado en nuestro país. La causa de los acontecimientos en el mundo cambió enormemente a favor del imperialismo dirigido por Estados Unidos».

## Resultados electorales
|  | 62.65 % |

|  | 66.35 % |

|  | 69.69 % |

|  | 65.90 % |

|  | 62.15 % |

|  | 57.50 % |

|  | 40.18 % |